# Kali (Kroatien)
Kali [ˈkaːli] ist eine touristisch geprägte kroatische Gemeinde auf der Insel Ugljan, in der unmittelbaren Nähe der Stadt Zadar und etwa 3 km südöstlich von Preko. 

## Bevölkerung
Mit 1638 Einwohnern (Volkszählung 2011) ist Kali der größte Ort auf den Inseln vor Zadar.

## Geographie
Kali liegt zwischen zwei Häfen im Nordosten der Insel und erstreckt sich bis zu den Buchten von Lamljana im Südwesten. Der alte Dorfkern mit engen Gassen und steinernen Häusern im dalmatinischen Stil befindet sich auf einem Hügel, von dem sich ein Blick auf die Umgebung bietet.

## Geschichte
Erstmals erwähnt wurde der Ort im Jahre 1299. Überragt wird das Dorf vom Glockenturm der Barockkirche Sveti Lovre, dem Schutzpatron von Kali, welche im Jahr 1698 erbaut wurde und auf den Mauerresten eines älteren Bauwerks ruht. Vor der Kirche findet jeden Tag im Juli oder August, zum Zeitpunkt des Vollmondes, ein Fischerfest für die Touristen und Bewohner des Dorfes statt. Auf der Anhöhe über dem Dorf steht die kleine St.-Pelegrin-Kirche aus dem 14. Jahrhundert. Kali ist die Geburtsstadt von Josip Mišlov, einem Oberstleutnant der faschistischen Ustascha.